# 1953. január 12-i konzisztórium
Az 1953. január 12-i konzisztóriumot XII. Piusz pápa hívta össze 1952. november 29-én. Összesen 24 új bíborost kreált. Eredeti szándéka szerint 25 bíborost kreált volna, de Carlo Agostini velencei pátriárka a konzisztórium előtt elhunyt.
| Nº                     | Ország                    | Név                                  | Életkor                | Hivatal                                                   |
| Pápaválasztó bíborosok | Pápaválasztó bíborosok    | Pápaválasztó bíborosok               | Pápaválasztó bíborosok | Pápaválasztó bíborosok                                    |
| ---------------------- | ------------------------- | ------------------------------------ | ---------------------- | --------------------------------------------------------- |
| 1                      | Olaszország               | Celso Benigno Luigi Costantini       | 76                     | a Hitterjesztési Kongregáció titkára                      |
| 2                      | Brazília                  | Augusto Álvaro da Silva              | 76                     | a São Salvador da Bahia-i főegyházmegye érseke            |
| 3                      | Olaszország               | Gaetano Cicognani                    | 71                     | Spanyolország apostoli nunciusa                           |
| 4                      | Olaszország               | Angelo Giuseppe Roncalli             | 71                     | Franciaország apostoli nunciusa                           |
| 5                      | Olaszország               | Valerio Valeri                       | 69                     | az Államtitkárság tisztviselője                           |
| 6                      | Olaszország               | Pietro Ciriaci                       | 67                     | Portugália apostoli nunciusa                              |
| 7                      | Olaszország               | Francesco Borgongini Duca            | 68                     | Olaszország apostoli nunciusa                             |
| 8                      | Franciaország             | Maurice Feltin                       | 69                     | a Párizsi főegyházmegye érseke                            |
| 9                      | Olaszország               | Marcello Mimmi                       | 70                     | a Nápolyi főegyházmegye érseke                            |
| 10                     | Ecuador                   | Carlos María Javier de la Torre      | 79                     | a Quitói főegyházmegye érseke                             |
| 11                     | Horvátország              | Alojzije Stepinac                    | 54                     | a Zágrábi főegyházmegye érseke                            |
| 12                     | Franciaország             | Georges-François-Xavier-Marie Grente | 80                     | a Le Mans-i egyházmegye püspöke                           |
| 13                     | Olaszország               | Giuseppe Siri                        | 46                     | a Genovai főegyházmegye érseke                            |
| 14                     | Írország                  | John Francis D’Alton                 | 70                     | az Armagh-i főegyházmegye érseke                          |
| 15                     | Amerikai Egyesült Államok | James Francis Aloysius McIntyre      | 66                     | a Los Angeles-i főegyházmegye érseke                      |
| 16                     | Olaszország               | Giacomo Lercaro                      | 61                     | a Bolognai főegyházmegye érseke                           |
| 17                     | Lengyelország             | Stefan Wyszyński                     | 51                     | a Gnieznói főegyházmegye és a Varsói főegyházmegye érseke |
| 18                     | Spanyolország             | Benjamín de Arriba y Castro          | 66                     | a Tarragonai főegyházmegye érseke                         |
| 19                     | Spanyolország             | Fernando Quiroga y Palacios          | 52                     | a Santiago de Compostela-i főegyházmegye érseke           |
| 20                     | Kanada                    | Paul-Émile Léger P.S.S.              | 48                     | a Montréali főegyházmegye érseke                          |
| 21                     | Kolumbia                  | Crisanto Luque y Sánchez             | 63                     | a Bogotái főegyházmegye érseke                            |
| 22                     | India                     | Valerian Gracias                     | 52                     | a Mumbai főegyházmegye érseke                             |
| 23                     | Németország               | Joseph Wendel                        | 51                     | a München-Freisingi főegyházmegye érseke                  |
| 24                     | Olaszország               | Alfredo Ottaviani                    | 62                     | a Szent Offícium Kongregációjának titkár-helyettese       |